# Larry Dixon
Larry Dean Dixon (Nowata, 31 de agosto de 1942 - Montgomery, 4 de diciembre de 2020) fue un político estadounidense que se desempeñó como miembro republicano del Senado de Alabama.

## Carrera
Dixon representó al Distrito 25 de 1983 a 2010. No buscó la reelección en 2010 y se retiró de la política electiva. Anteriormente fue miembro de la Cámara de Representantes de Alabama desde 1978 hasta 1982.
En 1982, como demócrata en el Distrito 81, derrotó más tarde al Representante del Distrito 73, Perry O. Hooper Jr. de Montgomery. Dixon cambió a la afiliación republicana en 1983. Desde 1981 hasta 2016, fue presidente de la Junta de Examinadores Médicos de Alabama. También se desempeñó como miembro del Consejo Asesor Intergubernamental sobre Educación durante la Administración Reagan.
Dixon se postuló en las primarias republicanas para el 2° distrito congresional de Alabama en 1992 después de que el titular Bill Dickinson se retirara, y fue inicialmente el favorito para la nominación. Sin embargo, perdió ante el editor de periódicos Terry Everett en lo que la mayoría consideró una sorpresa.

## Fallecimiento
Dixon falleció en Montgomery, Alabama, el 4 de diciembre de 2020, a la edad de 78 años, por COVID-19 durante la pandemia de COVID-19 en Alabama. Dos semanas antes estuvo en una reunión social al aire libre con otros, al menos dos de los cuales habían dado positivo por la enfermedad. Sus últimas palabras fueron una advertencia sobre el COVID-19: "Nos equivocamos. Bajamos la guardia. Por favor dígales a todos que tengan cuidado. Esto es real, y si te diagnostican, busca ayuda de inmediato".